# Janatella
Genre
Janatella est un genre de lépidoptères (papillons) de la famille des Nymphalidae, de la sous-famille des Nymphalinae, de la tribu des Melitaeini.

## Dénomination
Le nom de Janatella leur a été donné par Lionel G. Higgins en 1981.

## Liste des espèces
- Janatella fellula (Schaus, 1902); présent en Équateur et en Colombie.
- Janatella hera (Cramer, [1779]); présent en Guyane et au Surinam.
- Janatella leucodesma (C. & R. Felder, 1861); présent au Nicaragua,  à Panama, au Venezuela, en Colombie, au Venezuela et à Trinité-et-Tobago.

### Source
- (en) funet